# Айстульф
Айстульф (†756) був герцогом Фріульським з 744, королем лангобардів з 749, герцогом Сполетським з 751. Його батьком був герцог Фріульський Пеммо.

## Правління
Після того як його брат Рачіс став королем лангобардів, Айстульф спадкував перстол у Фріулі. Після зречення Рачіса та його постриження у ченці Айстульф став королем. Він продовжував політику експансії та нападів на папські землі та території візантійського Равеннського екзархату. У 751 році захопив Равенну та погрожував Риму, вимагаючи викуп.
Папи Римські, які правили у той час, не маючи надії на допомогу Візантійського імператора, звертались за підтримкою до правителів королівства Франків. У 753 папа Стефан II відвідав короля Франків Піпіна Короткого, якого проголосив королем папа Захарій. Піпін Короткий з військом перетнув Альпи, переміг Айстульфа та повернув папі землі, захоплені раніше лангобардами.
Айстульф загинув у 756 році на полюванні.